# HMS Cressy (1899)
El HMS Cressy fue un crucero acorazado de la clase Cressy de la Royal Navy. El Cressy fue hundido por el submarino alemán U-9 en septiembre de 1914.

## Historial de servicio
Poco después del inicio de la Primera Guerra Mundial en agosto de 1914, los cruceros acorazados Aboukir Bacchante, Euryalus, Hogue y Cressy fueron asignados al 7.º escuadrón de cruceros del Reino Unido, patrullando el Broad Fourteens del Mar del Norte, en apoyo de una fuerza de destructores y submarinos con base en Harwich que bloqueó el extremo oriental del Canal Inglés de buques de guerra alemanes que intentaron atacar la ruta de abastecimiento entre Inglaterra y Francia.

## Destino

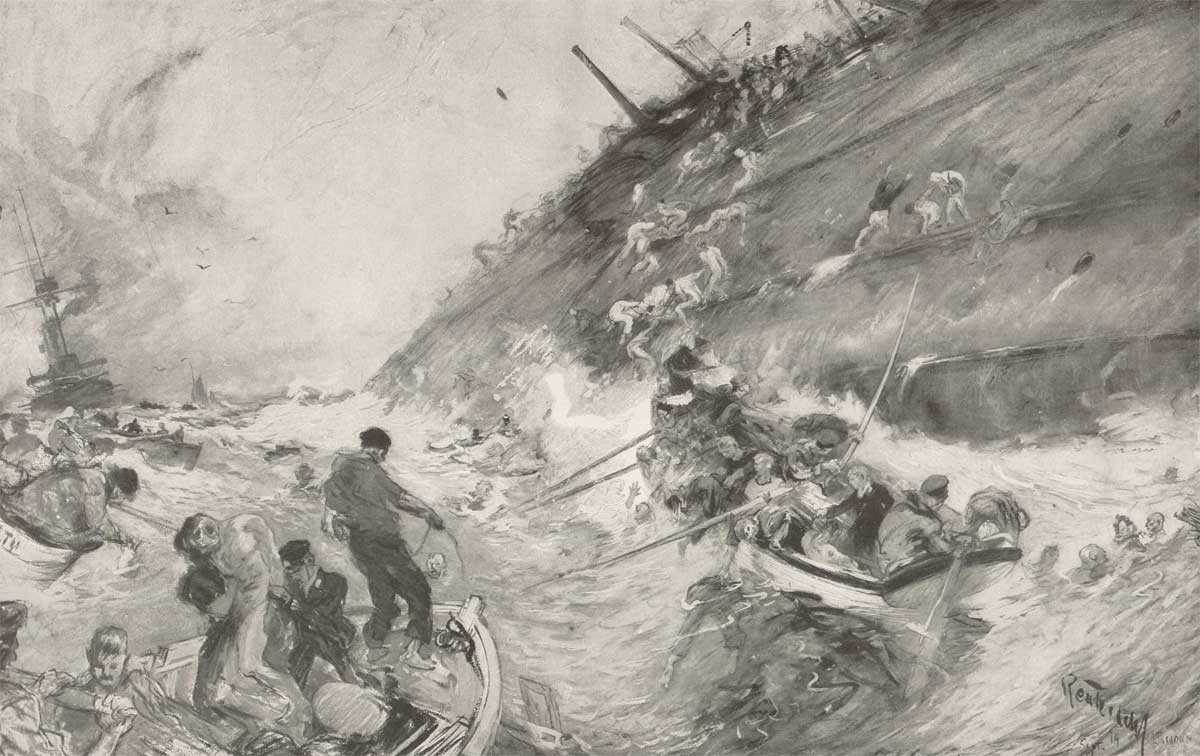
Boceto del hundimiento del Cressy, por Henry Reuterdahl.

El Cressy fue hundido el 22 de septiembre de 1914 en la "Acción del 22 de septiembre de 1914", la acción comenzó a las 7:20 a. m., y se hundió menos de una hora después de comenzar el combate.
El Cressy fue hundido por dos torpedos procedentes del submarino alemán U-9 bajo el mando de Otto Weddigen mientras intentaba rescatar a los supervivientes de sus gemelos, los cruceros acorazados Aboukir y Hogue. Se hundió a las 7:55 a. m.